# Corrado Lorefice
Dom Corrado Lorefice (Ispica, 12 de outubro 1962) é um arcebispo católico italiano,  arcebispo de Palermo desde 27 de outubro 2015. Até esta data era pároco da igreja de são Pedro em Modica. 

## Biografia
Ele nasceu em 12 de outubro de 1962 em Ispica, na província de Ragusa, Itália.
Foi ordenado diácono em 26 de setembro de 1986 na Catedral de Noto pelo bispo Salvatore Nicolosi, que o ordenou sacerdote da diocese de Noto em 30 de dezembro de 1987 na igreja de Santissima Annunziata em Ispica.
Ele foi um ativista na oposição à máfia e em nome das vítimas do tráfico de seres humanos e da prostituição. Ele escreveu avaliações favoráveis da teologia da libertação.
O Papa Francisco o nomeou arcebispo de Palermo em 27 de outubro de 2015.  Em 5 de dezembro, ele foi consagrado bispo pelo cardeal Paolo Romeo, arcebispo emérito de Palermo e instalado ali.
Em junho de 2017, ele foi reconhecido pela Fundação Raoul Wallenberg por doar uma capela para servir como uma sinagoga para a comunidade judaica de Nápoles, adormecida por séculos, mas lutando para reviver. 